# Zobowiązanie (rachunkowość)
Zobowiązanie – wynikający z przeszłych zdarzeń obowiązek wykonania świadczeń o wiarygodnie określonej wartości, które spowodują wykorzystanie już posiadanych lub przyszłych aktywów jednostki.
Zobowiązanie powstaje wówczas, gdy zachodzi różnica pomiędzy momentem zaistnienia obowiązku zapłaty a momentem jego zrealizowania.
Zobowiązania publiczno-prawne – obejmują naliczone, lecz jeszcze niezapłacone podatki, składki ubezpieczeń społecznych, składki ubezpieczenia zdrowotnego itp.
Zobowiązania wobec pracowników – obejmują wynagrodzenia wypłacane z opóźnieniem, a także wynagrodzenia niepodjęte w terminie.
W bilansie jednostki zobowiązania na dzień bilansowy są wykazywane w pasywach w dziale C: Zobowiązania długoterminowe lub w dziale D: Zobowiązania krótkoterminowe i fundusze specjalne.